# Елошвілі Володимир Сергійович
Володимир Сергійович Елошвілі (груз. ვლადიმერ ელოშვილი; нар. 18 грудня 1927, Тифліс, ЗСФРР — пом. 20 листопада 2009, Тбілісі, Грузія) — радянський грузинський футболіст, захисник. Заслужений тренер СРСР (1967).

## Життєпис
Осетин. Виступав за тбіліські команди «Трудові резерви» (1945-1946), «Локомотив» (1947-1948), «Динамо» (1949-1959). У чемпіонатах СРСР провів 162, за іншими даними — 166 матчів, забив 3 м'ячі.
З 1961 року (з перервами) працював тренером у ФШМ (Тбілісі) – тренером, головним тренером, начальником. Під керівництвом Елошвілі ФШМ (Тбілісі) став переможцем всесоюзних юнацьких змагань у 1966 та 1972 роках, 2-им призером – у 1967 році, 3-ім призером – у 1965 та 1973 роках.
Збірна Грузинської РСР під його керівництвом виграла 1973 року Кубок «Надії».
Серед його вихованців — Олександр Чивадзе, Володимир Гуцаєв, Піруз Кантеладзе, Давид Гогія, Вахтанг Копалейшвілі, Манучар Мачаїдзе, Темур Степанія та інші.
У 1971-1972 — головний тренер «Локомотива» (Тбілісі), у 1989 році — МЦОП (Тбілісі).

## Досягнення
- Вища ліга СРСР
  -  Срібний призер (2): 1951, 1953

- У списку 33 найкращих футболістів сезону в СРСР (2): 1956, 1957 — № 3.